# أهارون غولدستاين
أهارون غولدستاين هو سياسي إسرائيلي، ولد في 19 ديسمبر 1902 في Zlatopil, Novomyrhorod ‏ في أوكرانيا، وتوفي في 12 أكتوبر 1976 في إسرائيل. نشط حزبياً في الحزب الليبرالي الإسرائيلي. وقد انتخب عضو الكنيست ‏ (11 نوفمبر 1963 – 21 يناير 1974).